# 硫黄島に死す
『硫黄島に死す』（いおうとうにしす、いおうじまにしす）は、1963年（昭和38年）11月に『文藝春秋』 に発表された 城山三郎の小説である。新潮文庫『硫黄島に死す』に所収。
主要な人物は、西竹一中佐・大久保見習士官・フランスの退役将校であり、西の若いころから亡くなるまでを描いている。
新潮文庫『硫黄島に死す』の中には他に「基地はるかなり」「草原の敵」「青春の記念の土地」「軍艦旗はためく丘に」「着陸復航せよ」「断崖」が収録されている。

## 書誌情報
- 『戦争の文学』 第6、東都書房、1965年。 - 榊山潤「ビルマ日記」、井上光晴「死者の時」、城山三郎「硫黄島に死す」、吉田満「戦鑑大和の最後」阿川弘之解説:「環境とその作品」収録。
- 城山三郎『硫黄島に死す』光文社〈カッパ・ノベルス〉、1968年。
- 『城山三郎全集』 第14巻、新潮社、1981年3月。 - 「プロペラ機・着陸待て」、「神武崩れ」、「生命なき街」、「事故専務」、「浮上」、「着陸復航せよ」、「山茶花」、「緊急重役会」、「硫黄島に死す」、「ある倒産」、「断崖」、「幻の虎」、「軍艦旗はためく丘に」、常盤新平「解説」、城山三郎編「わたしの年譜」収録。
- 城山三郎『硫黄島に死す』新潮社〈新潮文庫〉、1984年7月。ISBN 4-10-113316-6。 - 「硫黄島に死す」、「基地はるかなり」、「草原の敵」、「青春の記念の土地」、「軍艦旗はためく丘に」、「着陸復航せよ」、「断崖」収録。
- 城山三郎『硫黄島に死す』 第1巻、角川書店〈城山三郎昭和の戦争文学〉、2005年7月。ISBN 4-04-574530-0。 - 「硫黄島に死す」、「草原の敵」、「マンゴーの林の中で」、「一歩の距離」収録。